# Miss América Latina 2016
La 30.ª edición del Miss América Latina se celebró el 30 de septiembre de 2016 en el Hotel Barceló Maya Beach Resort, dentro del cual se
encuentra el Barceló Maya Colonial en Riviera Maya, México.Con la Representación de México por parte de "Miss Latina México 2016" Maribel Ochoa Más de veinte candidatas de diferentes países y territorios autónomos compitieron por la corona de dicho certamen de belleza, donde Karla Monje, de Estados Unidos Latina, coronó a Laura Spoya, de Perú, como su sucesora.

## Desarrollo del concurso
- Jueves 22 de septiembre: Llegada y registros de las candidatas.
- Viernes 23 de septiembre: Reunión de orientación, sesión de fotos recepción de bienvenida.
- Sábado 24 de septiembre: Ensayos, desfile de trajes nacionales.
- Domingo 25 de septiembre: Día de playa, cena en restaurante.
- Lunes 26 de septiembre: Ensayos, primera entrevista con jurado, preliminar en traje de noche.
- Martes 27 de septiembre: Sesión de fotos, preliminar en traje de baño, ensayos, cena en restaurante.
- Miércoles 28 de septiembre: Segunda entrevista con jurado, sesión de fotos.
- Jueves 29 de septiembre: Recreo, ensayo general en teatro.
- viernes 30 de septiembre: Elección final y coronación, after party.
- Sábado 1 de octubre: Salidas de regreso.

## Resultado final
| Resultado                | País           | Delegada                      |
| Miss América Latina 2016 | Perú           | Laura Vivian Spoya Solano     |
| Primera finalista        | Estados Unidos | Jocelyn Martínez              |
| Segunda finalista        | Guatemala      | Luisa María Bernat Santa Cruz |
| Tercera finalista        | Brasil         | Bruna Boise                   |
| Cuarta finalista         | Belice         | Michelle Estrella Nuñez       |
| Semifinalistas (top 10)  | Argentina      | Evangelina Eva Monchiero      |
| Semifinalistas (top 10)  | Costa Rica     | Jennifer Barrantes Flores     |
| Semifinalistas (top 10)  | El Salvador    | Zuleika Soler                 |
| Semifinalistas (top 10)  | México         | Maribel Ochoa                 |
| Semifinalistas (top 10)  | Panamá         | Daneysha Romaña               |

## Reinas continentales
| Continente             | Candidata               |
| Norte América y Caribe | Panamá, Daneysha Romaña |
| América Central        |                         |
| Sur América            |                         |
| Europa Latina          |                         |

## Trajes nacionales
| Premio                   | País      | Ganadora                      |
| Mejor Traje Típico       | Paraguay  | Sannie Micaela Méndez García  |
| Mejor Traje de Fantasía  | Guatemala | Luisa María Bernat Santa Cruz |
| Mejor Traje más Original | Belice    | Michelle Estrella Nuñez       |

## Candidatas oficiales
- Dieciocho candidatas concursaron en Miss América Latina del Mundo 2016.

| País/región   | Delegada                         | Edad | Estatura (m) | Ciudad de Origen |
| Argentina     | Evangelina Eva Monchiero         | 22   | 1,74         | General Cabrera  |
| Australia     | Georgette Psarreas Vega          | 21   | 1,69         | Melbourne        |
| Belice        | Michelle Estrella Nuñez          | 19   | 1,73         | San Pedro Branch |
| Brasil        | Bruna Boise                      | 25   | 1,75         | Puerte de Oeste  |
| Canadá Latina | Greta Hernández                  | 28   | 1,70         | Canadá           |
| Chile         | María José Majose Norambuena     | 22   |              |                  |
| Colombia      | Luisa Fernanda Gomes             | 21   |              |                  |
| Costa Rica    | Jennifer Barrantes Flores        | 22   | 1,72         | Jacó Puntarenas  |
| El Salvador   | Zuleika Soler                    |      |              | San salvador     |
| España        | Luz Belén Vergara                |      |              |                  |
| España Latina | Diana Armijos                    |      |              |                  |
| Guatemala     | Luisa María Bernat Santa Cruz    | 23   | 1,77         | Sacatepéquez     |
| Honduras      | Alexa Avelar                     | 19   |              |                  |
| México        | Maribel Ochoa                    | 23   | 1,80         | Tamaulipas       |
| Nicaragua     | Hazel Nadieska Mejía Villafranca | 19   | 1,70         |                  |
| Panamá        | Daneysha Romaña                  |      |              | Cristóbal        |
| Paraguay      | Sannie Micaela Méndez García     | 18   | 1,73         | Choré            |
| Perú          | Laura Vivian Spoya Solano        | 25   | 1,75         | Lima             |
| Usa Latina    | Jocelyn Martínez                 | 21   | 1,68         | Florida          |

## Datos de las candidatas
- Laura Spoya (Perú) fue virreina en el Reina Mundial de Banano 2010, semifinalista del Miss Internacional 2010 y participò sin éxito en el Miss Universo 2015.